# Арпсдорф
Арпсдорф (нем. Arpsdorf) — община в Германии, в земле Шлезвиг-Гольштейн. 
Входит в состав района Рендсбург-Экернфёрде. Подчиняется управлению Аукруг.  Население составляет 257 человек (на 31 декабря 2010 года). Занимает площадь 12,1 км².